# T-625 (航空機)
T-625
T-625のモックアップ（2017パリ・エアショー）
- 分類：ヘリコプター
- 製造者：トルコ航空宇宙産業
- 運用者： トルコ（トルコ軍）
- 初飛行：2018年9月6日
- 運用状況：開発中[1]

T-625は、トルコ航空宇宙産業（TAI）がUH-1D/H、AB-205の後継として開発している軽量ヘリコプターである。実現すればトルコ初の国産ヘリコプターとなる。
名称発表以前はÖzgün(トルコ語でオリジナルの意)として知られていた。計画名はTLUHで、Turkish Light Utility Helicopter(トルコ軽量汎用ヘリコプター)のアナクロムである。TAIは5年以内に飛行することを望んでいるが、専門家は懐疑的である。2011年10月時点で情報筋によると、このプログラムには、今後数十年間で数十億ドルの費用がかかるとされている。T-625は戦術輸送から貨物輸送、オフショア輸送、CSAR、医療避難まで、幅広いミッションを実行することが可能である。
2018年9月6日に初飛行。EASAの証明を2020年2月、軍用としての証明を2021年2月に取得する予定である。

## 開発
開発は2010年6月に開始された。正式に発表されたのは2011年で、トルコの防衛調達機関(SSM)は5,500kg未満の国内初の国産ヘリコプターの設計、開発、生産のための野心的なプログラムを立ち上げると発表した。SSMはウェブサイトの声明の中で、カスタマイズされたサブシステムとトルコのエンジニアによって設計されたプラットフォームを構築することを目指しており、その性能と価格と国際市場で競争することができるとした。開発にあたってトルコは海外パートナーの協力を求め、要求に対する潜在的な回答者として米国のシコルスキー・エアクラフトとイタリアのアグスタの両社があがっていた。防衛調達責任者のMurad Bayarはシコルスキーは4,500-5,500kgのクラスのヘリコプターを保有していないと述べたうえでトルコとシコルスキーが協力してこの問題に取り組むことができるとしていた。
2012年10月、TAIはプライムコントラクターに入札した。
2013年5月、TAIは数多くの実用ヘリコプターの共同製作のためにシコルスキーと35億ドルの契約を結ぶことが非常に近いと発表した。
2013年8月、開発が承認されTAIとの間で正式に開発契約が結ばれた。またシコルスキーの当局者は、5月の契約については契約はまだ保留中だと述べた。
2014年2月、SSMは「ローター技術センター」（DKTM）が発足したと発表した。これは2013年6月の契約の一環によるもので、研究開発活動を通じてローター技術を構築し、トルコの防衛産業が必要とする科学的能力のある人員を養成することを目指すとしている。DKTMは3月14日にローター生産プログラムの一環として独自の作業原則とプロジェクトについて議論するためのワークショップを企画する予定である。
2015年6月、TAIは搭載エンジンとしてCTS800-4ATを選択して覚書を結び、12月10日に供給契約を結んだ。契約によりLHTECはCTS800-4ATをプラットフォームに統合して認証するための5年間の開発努力を開始することになる。これにはトルコでの現地組立、部品の製造、検査、テストおよびデポでの修理能力確立が含まれている。
2016年5月、12月の契約を受けLHTECは、CTS800の国産化に向けた24-36ヶ月間の取り組みへの着手を開始した。
2016年6月、シコルスキーと35億ドルの契約に調印した。
2016年12月、TAIはこの新型ヘリをT-625の名称で販売すると発表した。
2017年1月、TAIは最初の試作機の製造を完了した。
2017年5月、IDEF 2017において最初のプロトタイプを発表した。
2018年9月6日、TC-HLPと登録されたプロトタイプがアンカラで初飛行した。
2019年6月29日、T-625プロトタイプが初めて完全装備で飛行し、トルコ民間航空総局（SHGM）によって認定された。
T-625は2021年に量産を開始する予定。

## 設計
設計にはTAIのAS 532の組み立てから得られた経験とAW 139の胴体の製造経験が生かされ、トランスミッション、ローター、ランディングギア、アビオニクスなどの重要なシステムはT129 ATAKプログラムで得られた知識と経験に基づいている。
最大離陸重量は約5トンで、パイロット2名を含む12人を運ぶことができる。ローターブレードは5枚で、エンジンはCTS800-4AT(1300shp級)双発。エンジンに関しては軍用および民間型を生産しグローバルに販売される予定であることから、軍用モデルのCTS800-4ATとITARフリーの民間型が必要となる。また国産のターボシャフトエンジンを開発するという計画もあり、LHTECは潜在的な関与についてSSMと協議している。国産のターボシャフトエンジンはSSMのサブシステム部門が「ターボシャフトエンジン開発計画」名称でツサツエンジン産業を下請け業者としてにおいて開発を進めているもので、2017年2月に契約が結ばれた。TEIは2年後に最初のエンジンを生産する予定であり、計画全体は8年を予定している。このエンジンTS1400と呼ばれ出力は1,400shpを予定している。アンカ技術大学とハリコフ工科大学が開発に協力しており、T-625に統合可能で型式証明の取得も目指すとしている。また、このプロジェクトでは、最大2,000shpの出力を持つターボシャフトエンジンをテストするためのインフラの作成も含まれている。
メインギアボックスとトランスミッションはTAIが、降着装置はスペインのCESAがそれぞれ開発し、Alp Aviationが製造および組立を担当する。油圧システムはCASAが開発、設計、製造、プロダクトサポートを行う。
電子機器類は、トルコの防衛アビオニクス大手のアセルサンが供給する。アセルサンは2017年の国際防衛産業フェア(IDEF)において8×10と8×20のタッチパネルをそれぞれ2基ずつ備えるコックピットを公開している。このコックピットに加え欧州航空安全機関（EASA）およびトルコ民間航空総局（SHGM）の民間航空規格に完全に準拠した飛行管理システムソフトウェアを開発し、民間用と軍用の両方の構成で、RNP 0.3でのナビゲーションを可能とする。軍用型では、同社のアクティブフェーズドアレイトランシーバーベースの電子戦・対抗スイートを潜在的に含む可能性がある。
軍用、民間用の2つが作られる予定で、最初に民間機として作り、EASAによる認定後に、トルコ軍用のミッション機器を搭載して軍用機へと変換される。将来的には警察用や患者の輸送、救急・捜索救助型も開発される。

## 運用
トルコは、最終的に800機以上を購入することができ、輸出も含めると最終的な販売数は1,200機になると予想されている。また2016年のフライトグローバルの報道によればトルコの製造業者は、計画の全期間にわたって約400機のヘリコプターの販売を予測している。アヴィエーションウィークは、2017年にTAIは軍民両方で300機の需要を予測していることを報告。ディフェンスニュースは、800機を国内に販売し、400機を輸出することを目指していることを指摘している。

## 仕様
情報源
| 全長         | 15.87 m                                        |
| 胴体幅       |                                                |
| 全高         |                                                |
| 主回転翼直径 | 13.2 m                                         |
| エンジン     | LHTEC CTS800-4A(2x 1373 shp)、将来的に国産     |
| 最高巡航速度 | 306 km/h                                       |
| 巡航速度     | 278 km/h                                       |
| 上昇率       |                                                |
| 航続距離     | 740km(運用範囲)、補助燃料タンク装備で948km     |
| 飛行可能時間 | 4時間(本体のみ)、5時間以上(280L燃料タンク装備) |
| 上昇限界     | 6,096 m                                        |
| 空虚重量     |                                                |
| 最大離陸重量 | 6,050kg                                        |
| 燃料積載量   | 1,000L以上                                     |
| 乗員         | 12名                                           |